# 喙顶红豆
喙顶红豆（学名：Ormosia apiculata）为豆科红豆属下的一个种。

## 扩展阅读
- 維基物種上的相關：喙顶红豆